# I tre moschettieri (film 1993)
I tre moschettieri (The Three Musketeers) è un film del 1993 diretto da Stephen Herek.
La pellicola è stata prodotta dalla Walt Disney Pictures; la colonna sonora è capeggiata dalla canzone All for Love interpretata da Bryan Adams, Sting e Rod Stewart.

## Trama
Francia, 1625. Il giovane D'Artagnan, seguendo le orme del padre, moschettiere defunto quando egli era neonato, decide di recarsi a Parigi per arruolarsi nel corpo dei Moschettieri reali. A sua insaputa, il corpo viene contemporaneamente sciolto per ordine dell'infido e corrotto cardinale Richelieu, con la scusa che i membri debbano aiutare il paese per combattere l'Inghilterra in una guerra imminente, quando in realtà lo sta facendo per lasciare indifeso il re Luigi XIII di Francia, in quanto sta complottando contro di lui. Il capitano Rochefort, però, riporta al cardinale la notizia che tre moschettieri sono rimasti fedeli alla corona: Athos, Porthos e Aramis. Nonostante Rochefort avesse provato ad arrestare i moschettieri ribelli, questi ultimi riescono a sconfiggere le guardie cardinalizie e puntano le punte delle loro spade contro Rochefort. I tre però risparmiano la vita al capitano, intimandogli di riferire che loro avrebbero continuato a servire il Re.
Nel frattempo, D'Artagnan viene ossessivamente inseguito dallo spadaccino Gérard con i suoi fratelli, che lo vogliono morto per vendicarsi di quello che ha fatto a loro sorella. Sulla strada il giovane va brevemente incontro a Costanza, la dama di compagnia della regina Anna, e in seguito incontra accidentalmente Athos, Porthos e Aramis durante la fuga e sfida ognuno di essi a duello per la resa dei conti. Sul luogo dell'incontro stabilito, D'Artagnan viene raggiunto da tutti e tre nella stessa ora e rimane sorpreso nell'apprendere che sono moschettieri. Prima di iniziare il duello, cinque guardie di Richelieu circondano i tre moschettieri ribelli per farli arrestare. Nello scontro che segue D'Artagnan aiuta i tre moschettieri a combattere le guardie, ma quando giungono i rinforzi assieme al capitano Rochefort viene abbandonato dai tre e quindi arrestato per ciò che ha fatto.
Durante una tentata fuga dalla prigione, D'Artagnan osserva di nascosto il cardinale mentre affida a Milady de Winter un trattato internazionale firmato da consegnare al Duca di Buckingham d'Inghilterra. Prima di poter vedere chiaramente la persona a cui Richelieu ha affidato il trattato, D'Artagnan viene scoperto da Rochefort, interrogato dal cardinale e infine condannato a morte per il mattino seguente. All'esecuzione di D'Artagnan, però, intervengono Porthos e Aramis a salvarlo e fuggono insieme dalle guardie sulla carrozza reale di Richelieu, rubata e condotta da Athos. D'Artagnan riferisce ai moschettieri il complotto di Richelieu e quindi pianificano di intercettare la sua spia per dimostrare che il cardinale è colpevole di alto tradimento.
Dopo aver sostato in una locanda, i moschettieri vengono separati da un attacco e Athos ordina a D'Artagnan di proseguire per intercettare la spia di Richelieu con l'accordo per i nemici inglesi, ma sulla strada il giovane perde i sensi dalla stanchezza. D'Artagnan si sveglia ritrovandosi in una sala con Milady al suo fianco, che si mette a sedurlo. Non sapendo che lei è la spia di Richelieu, D'Artagnan parla delle sue intenzioni, quindi Milady prova ad ucciderlo. D'Artagnan resiste e la convince a lasciarlo vivere. Giunti a bordo del Persefone, il galeone per l'Inghilterra, il gruppo di Milady e l'equipaggio vengono sbaragliati dai tre moschettieri. Athos riconosce in Milady il suo antico amore "Sabine", che egli aveva abbandonato al suo destino quando scoprì che lei era stata condannata a morte per avere ucciso suo marito Lord De Winter e quindi la credeva anche morta.
Milady viene messa dietro le sbarre mentre D'Artagnan e i tre moschettieri recuperano il trattato, ma non capiscono quale sia il piano del cardinale. Athos si reca a visitare Milady per chiederle quale sia il piano del cardinale, ma lei è disposta a parlare solo se le verrà sollevata la condanna a morte, cosa che Athos è impossibilitato a fare. Quando giunge il momento dell'esecuzione, Athos la interrompe e implora perdono a Milady per averla abbandonata in passato. Milady accetta le sue scuse e rivela che Richelieu sta pianificando un attentato al re Luigi, poi si uccide gettandosi dalla scogliera. Per salvare il re dagli attentatori, Athos, Porthos e Aramis chiamano ad adunata i loro compagni moschettieri ritirati mentre Richelieu e Rochefort assumono un cecchino per assassinare il re Luigi.
Il giorno della celebrazione, D'Artagnan impedisce al cecchino di colpire Luigi, mentre Athos, Porthos, Aramis e il riunito corpo dei moschettieri affrontano le guardie. Richelieu prende in ostaggio il re e la regina con l'intento di uccidere Luigi e incastrare i moschettieri mentre lui sarà il nuovo re di Francia. Aramis riesce ad entrare nel palazzo e tenta di salvare il re e la regina, ma Richelieu gli spara e conduce i due nei sotterranei. Fortunatamente Aramis sopravvive poiché il crocifisso che porta appeso al collo ha fermato la pallottola, e raggiunto da Athos e da Porthos, insegue il cardinale con gli ostaggi e i tre si separano per trovarli. Intanto D'Artagnan si confronta con Rochefort, che gli rivela di avere ucciso suo padre moschettiere. Al termine di un duello, Rochefort riesce a disarmare D'Artagnan, ma prima di poterlo uccidere, Costanza gli passa una spada con la quale per legittima difesa uccide Rochefort, così avendo giustizia per il padre.
Athos e Porthos non riescono a raggiungere in tempo Richelieu, che si allontana su un fiume sotterraneo portando in ostaggio il re e la regina su una barca. A sorpresa del cardinale, però, uno degli uomini sulla barca si rivela Aramis travestito. Il moschettiere fa per attaccare Richelieu, ma il re Luigi lo ferma per poter sferrare lui un pugno in faccia al cardinale, facendolo cadere nelle buie acque del fiume. La Francia è salva e come segno di gratitudine Luigi rifonda il corpo dei moschettieri e nomina D'Artagnan moschettiere. Costanza infine raggiunge D'Artagnan e lo bacia. Allontanatosi dal quartier generale dei moschettieri, D'Artagnan viene nuovamente confrontato da Gérard. Quando D'Artagnan fa per andare ad affrontarlo da solo, Porthos lo ferma ricordandogli che i moschettieri si proteggono l'un l'altro: "Tutti per uno, uno per tutti". Gérard e i suoi fratelli quindi si arrendono e scappano quando vengono rincorsi dall'intera divisione dei moschettieri.

## Colonna sonora
1. All for Love - Bryan Adams, Rod Stewart & Sting (4:45)
2. The Cavern Of Cardinal Richelieu (Overture & Passacaille) (2:58)
3. D'Artagnan (Galliard & Air) (3:19)
4. Athos, Porthos And Aramis (Courante) (5:24)
5. Sword Fight (Bransle) (3:20)
6. King Louis XIII, Queen Anne And Constance/Lady In Waiting (Gavotte) (5:05)
7. The Cardinal's Coach (Estampie) (4:45)
8. Cannonballs (Rigadoon) (3:29)
9. M'Lady DeWinter (Lament) (4:16)
10. Fourth Musketeer (Concert Royaux) (5:19)

## Differenze con il romanzo
La storia raccontata nel film è semplificata e prende molte libertà dalla versione del libro:
- Vengono omessi diversi personaggi secondari e molti eventi di una certa importanza.
- Il cardinale Richelieu trama per impossessarsi del trono quando nel libro agisce per il bene della Francia. Alla fine del romanzo il cardinale concede a D'Artagnan un brevetto come luogotenente dei moschettieri.
- Non sono presenti, tra gli altri, il signor de Treville, capitano dei moschettieri, e il signor Bonacieux, marito di Costanza.
- Costanza, secondo la storia raccontata nel romanzo, dovrebbe essere uccisa da Milady mentre nel film si dà a intendere che inizierà una storia con D'Artagnan.
- Milady (nel romanzo) viene presentata come una femme fatale, una donna che usa ogni mezzo per raggiungere i suoi scopi e nel romanzo viene effettivamente uccisa dal boia. Nel romanzo non c'è alcun perdono da parte di Athos o pentimento finale da parte di Milady.
- Nel romanzo il duca di Buckingham ha un ruolo maggiore, mentre nel film viene solo nominato.
- Nonostante siano suoi rivali, nel romanzo, Richelieu rispetta i moschettieri e D'Artagnan. Nel film, invece, li vuole morti.
- Il corpo dei moschettieri non viene sciolto.
- Rochefort viene preso di mira da D'Artagnan per una lite in un villaggio, non perché questi ha ucciso suo padre (vivo nel romanzo) e Rochefort non è un ex-moschettiere; inoltre i due alla fine del romanzo, pur rimanendo acerrimi rivali, diventano buoni amici, come si evince anche dal secondo romanzo Vent'anni dopo.
- La relazione tra il Re e la Regina è presentata come felice nonostante i problemi del regno; nel romanzo si afferma che i due sovrani fossero sempre più vicini al divorzio e che non si rivolgessero la parola.

Nonostante le molte incongruenze col romanzo, è da notare che in questo film l'età del Re e del Cardinale sono perfette (in varie precedenti versioni il Re veniva rappresentato come un uomo di mezza età e il Cardinale come una persona anziana) e che i costumi sono estremamente fedeli a quelli dell'epoca. In un'altra scena del film i tre moschettieri chiamano ad adunata i loro compagni: con una freccia sull'albero viene affissa la loro frase tipica ma in lingua inglese, la quale non veniva usata in Francia nel '600.

## Riferimenti
Nel film Rochefort (interpretato da Michael Wincott) indossa una benda nera; nel libro non si fa riferimento ad una benda sull'occhio che tuttavia era già apparsa nella versione del 1973 in cui Rochefort era interpretato da Christopher Lee (comparirà anche nella versione del 2011, dove Rochefort sarà interpretato da Mads Mikkelsen), particolare questo poi ripreso anche nella versione anime del 1987 D'Artagnan e i moschettieri del re. Richelieu (Tim Curry) si presenta all'inizio del film in armatura, come, nella versione del 1948, era rappresentato il personaggio (allora interpretato da Vincent Price).